# Кормонтреј
Кормонтреј (фр. Cormontreuil) насеље је и општина у североисточној Француској у региону Шампањ-Арден, у департману Марна која припада префектури Ремс.
По подацима из 2011. године у општини је живело 5999 становника, а густина насељености је износила 1298,48 становника/km². Општина се простире на површини од 4,62 km². Налази се на средњој надморској висини од 84 метара.

## Демографија
| 1962. | 1968. | 1975. | 1982. | 1990. | 1999. | 2011. |
| ----- | ----- | ----- | ----- | ----- | ----- | ----- |
| 1.343 | 1.602 | 3.601 | 6.080 | 5.745 | 6.390 | 5.999 |

График промене броја становника у току последњих година